# Acetanilid
Acetanilid ist ein Derivat sowohl von Anilin als auch von Essigsäure und wurde 1843 von Charles Frédéric Gerhardt durch Einwirkung von Acetylchlorid auf Anilin entdeckt.

## Geschichte
Durch eine zufällige Verwechslung mit Naphthalin wurde um 1886 im Arbeitskreis von Adolf Kußmaul an der Universität Straßburg von den Ärzten Arnold Cahn und Paul Hepp die fiebersenkende und schmerzstillende Wirkung von Acetanilid festgestellt. Die Verbindung wurde ab 1887 unter dem Namen Antifebrin als Antipyretikum und Analgetikum vermarktet, jedoch wegen der noch vorhandenen Toxizität nach und nach durch bessere Produkte ersetzt.

## Pharmakologie
Die pharmakologische Wirkung von Acetanilid kommt tatsächlich durch das daraus im Körper entstehende Paracetamol zustande, Acetanilid ist also ein Prodrug. Ein Teil der Substanz wird aber zu Anilin hydrolysiert und weiter in N-Phenylhydroxylamin umgewandelt, welches die Bildung von Methämoglobin katalysiert. Zwei Derivate des Stoffes, das Phenacetin und später das Paracetamol, wurden bzw. werden erfolgreich als Medikamente eingesetzt.

## Gewinnung und Darstellung
Acetanilid kann durch Erhitzen von Anilin mit Acetanhydrid, bzw. durch Umsetzung mit Acetylchlorid oder konzentrierter Essigsäure, unter Abspaltung von Wasser hergestellt werden.

## Verwendung
Acetanilid wird unter anderem als organisches Zwischenprodukt, als Stabilisator für Wasserstoffperoxid und Sprengstoffe, als Weichmacher und als Standardsubstanz für die Schmelzpunktsbestimmung verwendet.